# تاریخ گیلان در قرن بیستم

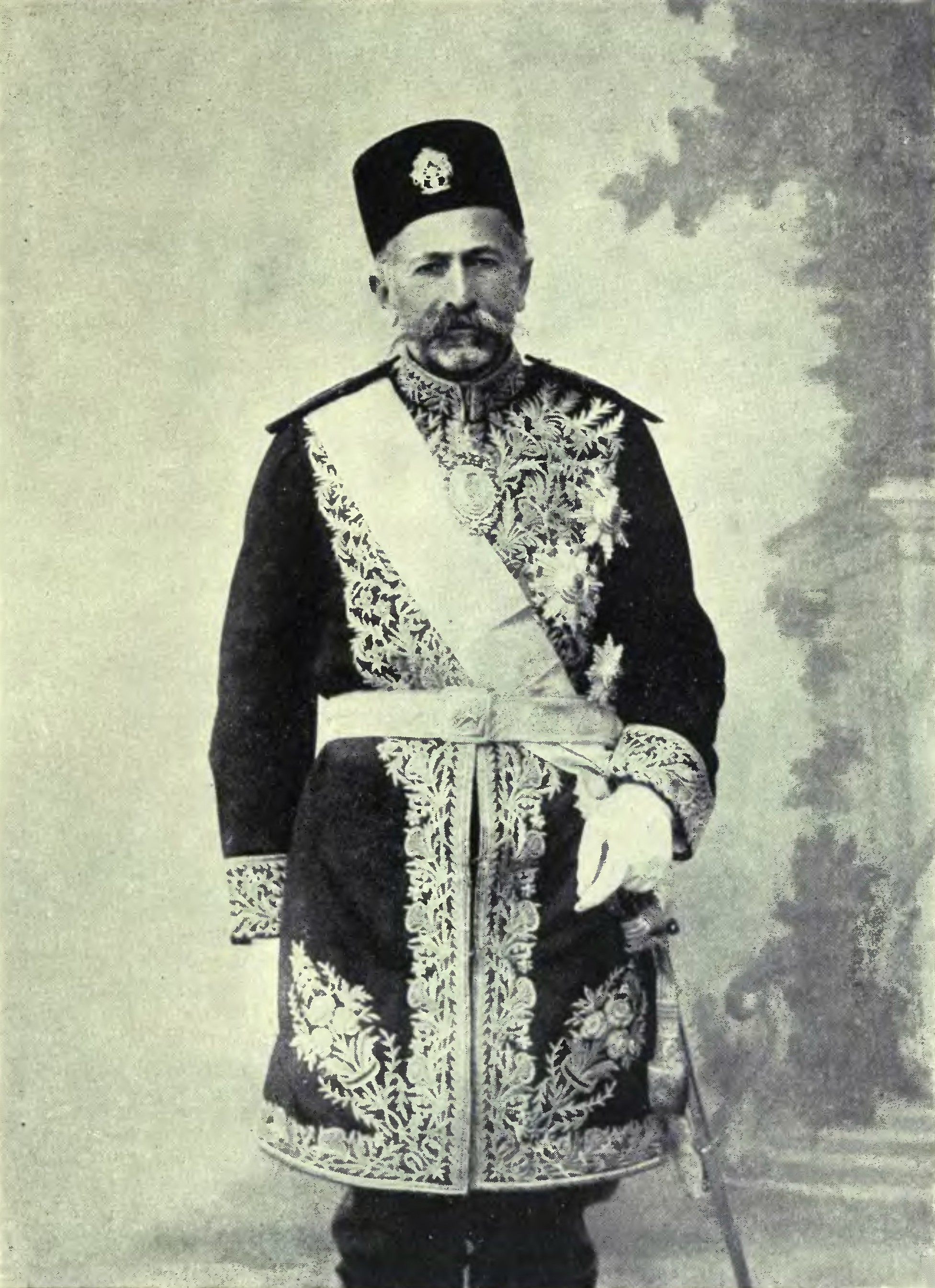
سپهدار اعظم محمدولی تنکابنی

گیلان در ابتدای قرن بیستم نیم میلیون نفر جمعیت داشت که بیشترشان گیلک بودند و اقلیتهایی چون ارامنه، کولی‌ها، یهودیان و چند هزار مهاجر از روسیه در آن زندگی می‌کردند.

## گیلان در جنبش مشروطیت
اهالی گیلان نقشی اساسی در پیروزی انقلاب مشروطه ایران داشته‌اند. از دلایل اصلی مشارکت گیلانیان در مشروطیت ارتباط آنان با مردم قفقاز و روشنفکران و آزادیخواهان قفقاز و گرجی بود.
دوطبقه در گیلان به عنوان قوای محرکه انقلاب در گیلان به طرز بارزی نمایانند، و اتحاد این دو یعنی دهقانان و صنعتگران شهری خرده بورژوا، پیشه وران، و خرده تجار نشانه جنبشی رادیکال در کرانه‌های جنوبی دریای خزر بود. مشارکت دهقانان در ائتلاف انقلابی گیلان نشان دهنده مشخصه یکتای جنبش مشروطه در این ایالت است.

## قیام سیاهکل

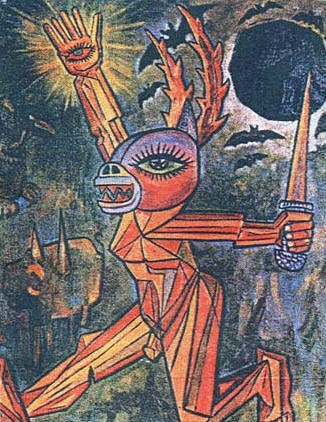
تابلوی سیاهکل در سبک کوبیسم اثر بیژن جزنی.

در ۱۹۷۱، گروههای از فدائیان خلق به رهبری علی اکبر صفایی فراهانی در کوههای گیلان که مناسب جنگهای چریکی بود مستقر شدند. آنها در فوریه آن سال اولین عملیات چریکی تاریخ ایران را با حمله به یک پاسگاه ژاندارمری در سیاهکل، و کشتن سه مأمور انجام داده و به جنگل بازگشتند. شاه شدیداً پاسخ داد، و برادرش را در راس یک نیروی مجهز به منطقه اعزام کرد، نتیجتاً تعداد زیادی از سربازان و ۳۰ فدایی کشته شدند. ۱۱ فدایی دستگیر شدند که ۱۰ نفرشان تیرباران شدند و دیگری در اثر شکنجه جان باخت.